# Dolmen de la pointe de la Torche
Le tumulus de Beg an Dorchenn s'élève sur une éminence naturelle dominant la baie d'Audierne, sur la presqu'île dite pointe de la Torche (traduction impropre de Beg an Dorchenn), en Plomeur, commune du pays Bigouden, dans le Finistère, en Bretagne.
Il comporte deux cairns superposés. Le cairn supérieur contient deux monuments mégalithiques :
- un dolmen du Néolithique moyen, à couloir et à chambre compartimentée ;
- une allée couverte du Néolithique final, qui prolonge sur le versant oriental le couloir du dolmen.

Écrêté, le cairn supérieur laisse aujourd'hui apparaître les deux monuments.
Des ossements trouvés dans le dolmen sont datés de 4500 à 4090 avant notre ère. La presqu'île est classée monument historique depuis 1960, et fait partie d'un site naturel classé depuis 1989.

## Site

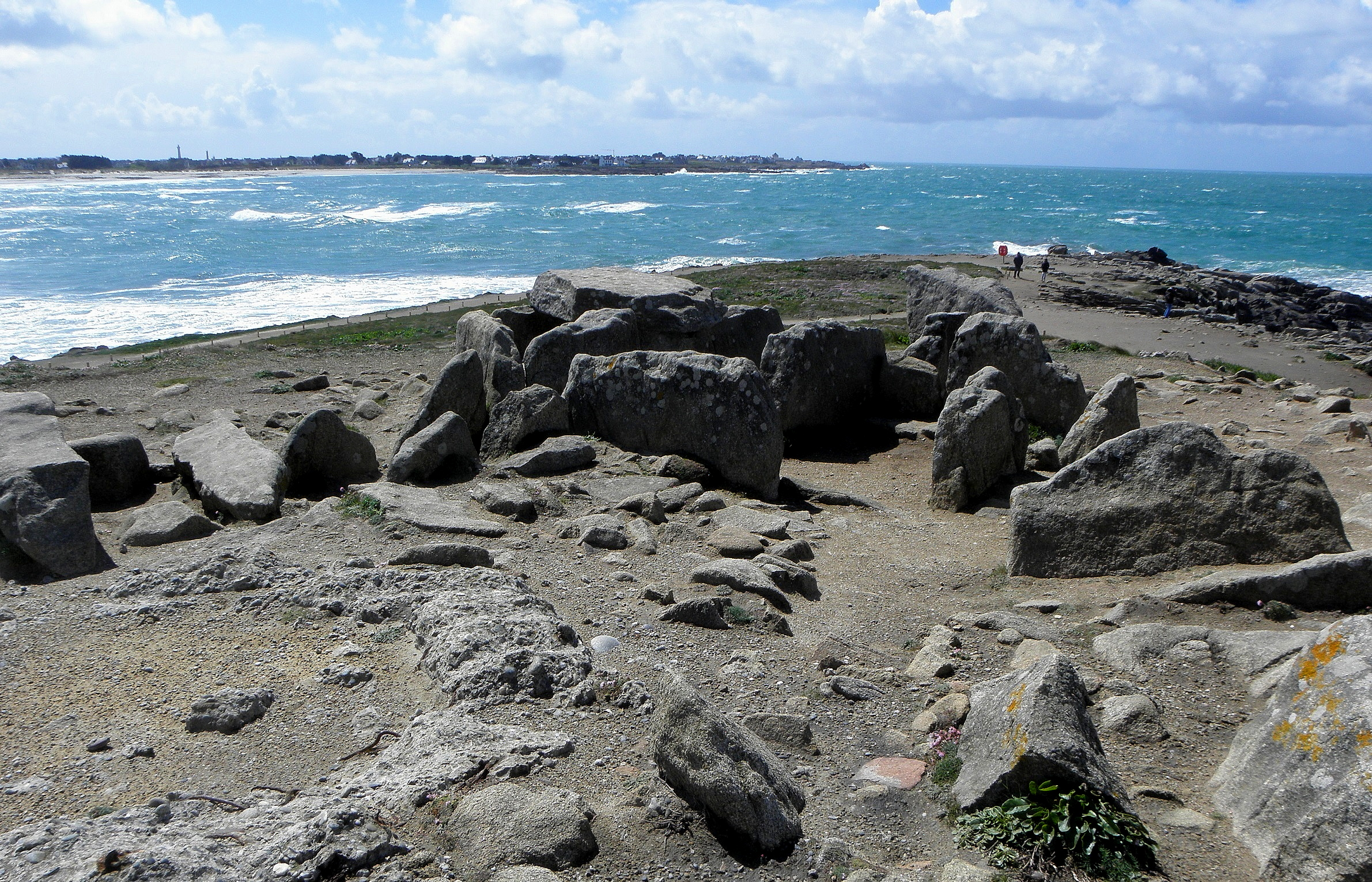
Vu du nord-est, le dolmen, émergeant du tumulus écrêté. En arrière-plan, l'anse de Pors Carn et les rochers de Saint-Guénolé.

Le site porte le nom breton de Beg an Dorchenn, qui signifie « pointe du coussin, ». Car, selon Jean-Marie Abgrall, le mot torchenn (« coussin ») « donne bien la physionomie de ce promontoire dont le dos arrondi a l'aspect d'un coussin colossal ». Les cartographes traduisent improprement en « pointe de la Torche », tandis que les archéologues gardent le nom breton. 
Beg an Dorchenn, ou la pointe de la Torche, est une presqu'île séparant la baie d'Audierne (au nord), de l'anse de Pors Carn (au sud). D'environ 500 mètres de long et 100 mètres de large, la presqu'île s'élève en une butte de 16 mètres d'altitude sur laquelle repose le tumulus.
Le site est occupé dès le Mésolithique final, comme l'atteste la présence d'un amas coquillier daté de 5640 à 5550 avant notre ère. Le niveau de la mer étant alors plus bas, le promontoire offrait un point de vue de premier ordre sur la baie d'Audierne.
Le dolmen apparaît au Néolithique moyen, et l'allée couverte au Néolithique final. En 1919, Charles Bénard Le Pontois voit dans ce lieu un possible « centre de rayonnement » pour les constructeurs des nombreux monuments mégalithiques des environs : il observe par exemple que les 600 ou 700 menhirs qui s'alignaient jadis sur quatre rangées à Lestriguiou, à 3 km de là, se dirigeaient « exactement, géométriquement » vers le sommet du tumulus.

## Dommages causés, fouilles
Paul du Chatellier fouille le site vers 1881. Il signale que le tumulus est déjà fortement endommagé par la construction d'un poste d'observation de garde-côtes. Au sommet, « deux galeries » ne sont plus couvertes que d'une table (dalle de couverture), et ont été violées. Du Chatellier ne semble pas avoir trouvé les chambres latérales du dolmen.
Durant la Seconde Guerre mondiale, le site est endommagé par l'occupant allemand, qui y construit des casemates.
Pierre-Roland Giot mène des fouilles en 1946, et s'aperçoit qu'il est en présence, au sommet du tumulus, de deux monuments d'époques différentes : un dolmen à couloir et à chambres latérales, et une allée couverte. Il observe qu'il manque peu de dalles de support : il en reste 35 pour l'ensemble des deux monuments, dont trois affaissées.
Les fouilles successives révèlent un mobilier dont l'essentiel est exposé non loin de là, au Musée de préhistoire finistérien de Pors Carn, en Penmarc'h. Des ossements ont été trouvés, ce qui est très rare en Bretagne du fait de l'acidité du sol : ils reposaient ici dans du sable calcaire.

## Description du tumulus

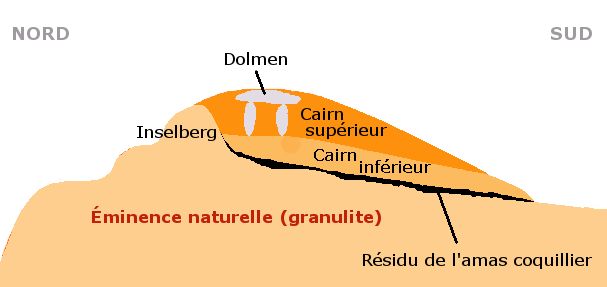
Coupe nord-sud de l'éminence naturelle et du tumulus.

Le tumulus est édifié sur l'éminence naturelle de la presqu'île. Le monticule qu'il dessine devait avoir un diamètre d'environ 40 mètres, et la coupe nord-sud fait apparaître que ce monticule n'est pas tout entier de la main de l'homme : il est constitué de deux cairns superposés qui s'adossent au nord à une saillie du relief, un inselberg dômé. Au nord, la granulite de cette saillie naturelle affleure presque par endroits.

### Résidu de l'amas coquillier
Sous le tumulus, le roc de l'éminence naturelle est recouvert d'une couche de quelques centimètres d'épaisseur (quelques décimètres, par endroits) de cendres sableuses noires. Comblant les creux, contribuant à aplanir une surface assez irrégulière, elle est le résidu de l'important amas coquillier laissé par les hommes du Mésolithique. Cet amas devait à l'origine recouvrir la majeure partie de la presqu'île.

### Cairn inférieur

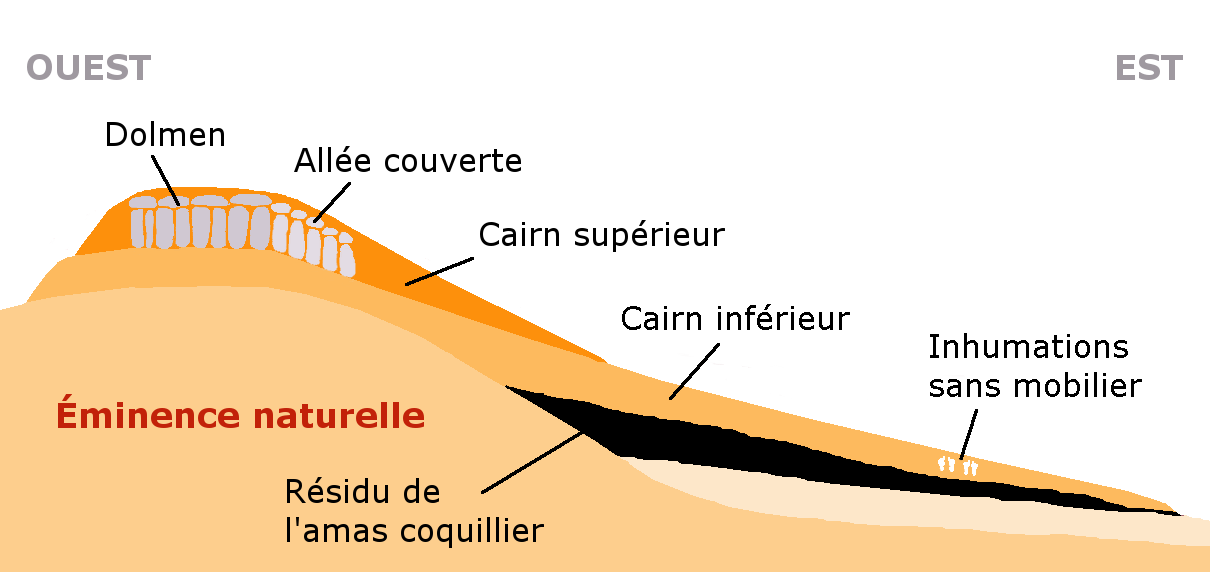
Coupe ouest-est de l'éminence naturelle et du tumulus.

Le cairn inférieur est constitué d'une couche de blocs de pierre et de galets mêlés de sable rapporté. Il a une hauteur de 0,50 à 1 mètre. La coupe ouest-est fait apparaître qu'il descend le versant oriental assez loin vers le continent (presque trois fois plus loin que le cairn supérieur), recouvrant le principal amas coquillier. Le dolmen est posé au sommet de ce cairn inférieur, tandis que l'allée couverte est sur son versant oriental. Les deux monuments sont enfouis dans le cairn supérieur.

### Cairn supérieur
Une deuxième couche des mêmes éléments constitue le cairn supérieur (« le tumulus proprement dit »). Il ne recouvre le cairn inférieur que dans sa partie la plus haute, c'est-à-dire sans descendre bien loin le versant oriental. Il a une hauteur de 1 à 1,50 mètre. La séparation entre les deux cairns est par endroits marquée d'un surcroît de sable. Plus haut que l'inselberg (dont il prolongeait l'arrondi nord-sud), le cairn supérieur coiffait jadis le dolmen. Selon Jean L'Helgouach, en effet, il est bien certain que tous les dolmens « étaient largement recouverts par la masse de pierrailles accumulées ».

### Dolmen

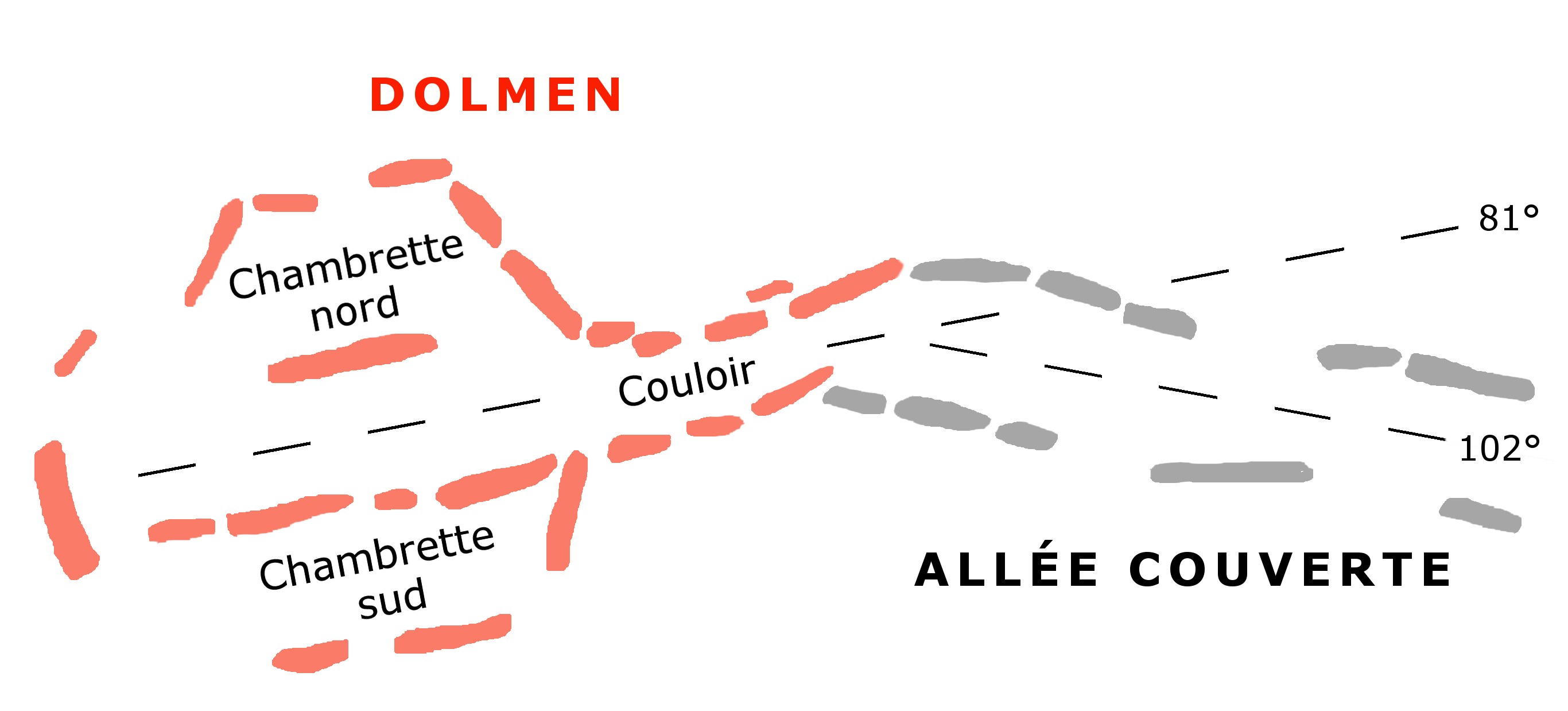
Plan des deux monuments mégalithiques.

Le dolmen, du Néolithique moyen, a donc la particularité de ne pas reposer sur le sol rocheux, comme il est habituel, mais sur le cairn inférieur. Pierre-Roland Giot le qualifie de « monument mégalithique de grand style ». En 1946, il le décrit comme un dolmen à couloir et à deux chambres latérales trapézoïdales, que sépare une chambre centrale. Long d'une dizaine de mètres, large d'environ cinq mètres, il est « de type tout à fait classique, carnacéen et méridional ». Il est orienté à 81° environ. Les supports verticaux sont de grandes dalles de près de deux mètres de haut dont les sommets définissent un plan horizontal. Lors des fouilles de 1946, il reste 23 supports, dont un affaissé ; une seule table est en place sur le dolmen (sur le couloir) ; et deux tables sont tombées dans la chambre sud.
Le couloir est court (environ trois mètres), et moins large que la chambre centrale. Ses deux premières dalles de support, celles qui font la jonction avec l'allée couverte, sont légèrement déviées vers le nord.
En 1965, Jean L'Helgouach estime que cet édifice constitue « une variante » des dolmens « à chambre compartimentée ». Plutôt que de parler d'une chambre centrale flanquée de deux chambres latérales, L'Helgouach voit donc ici une seule chambre, de forme « à peu près octogonale », composée de deux « chambrettes » trapézoïdales que sépare un prolongement du couloir.

### Allée couverte

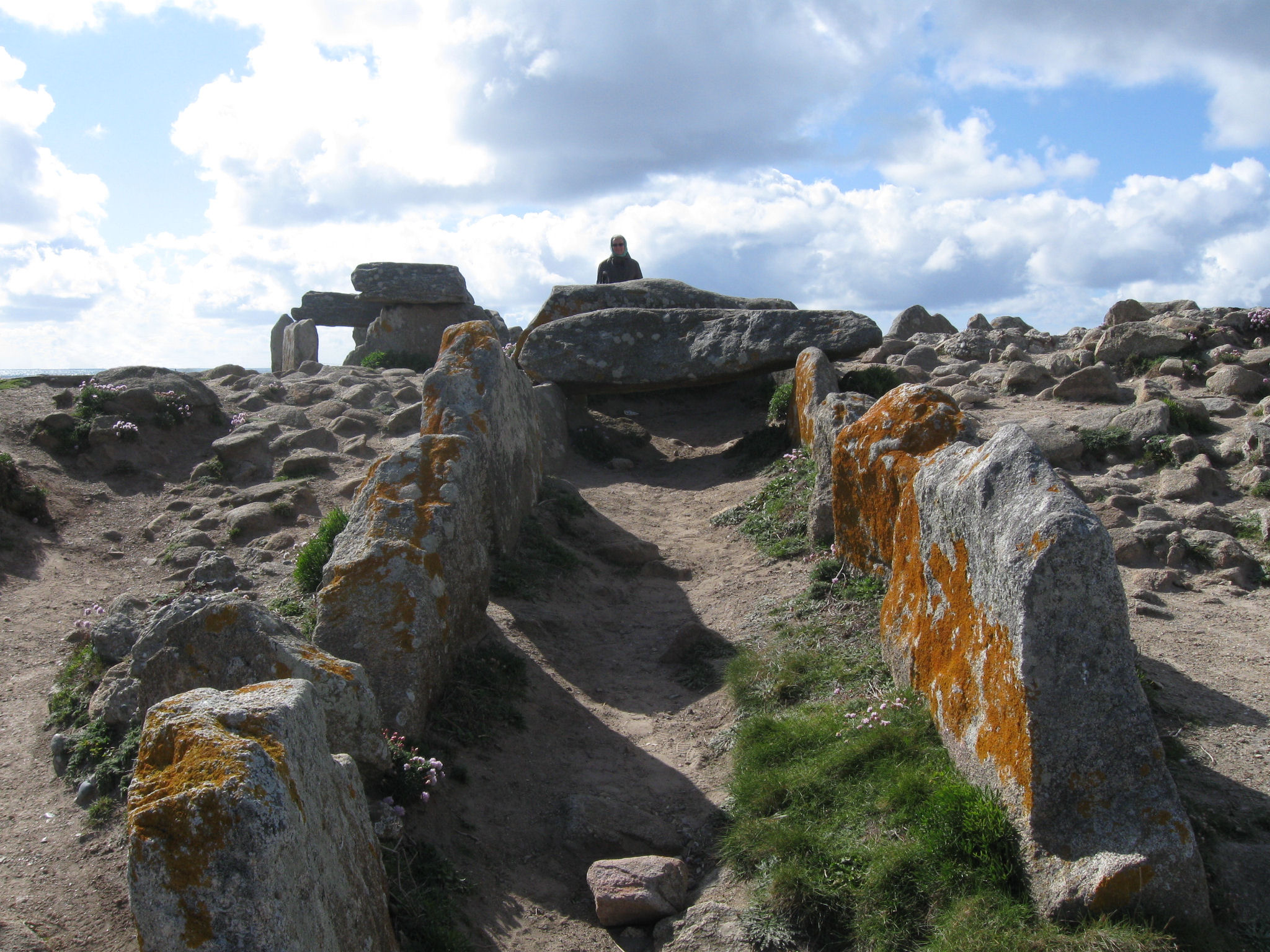
L'allée couverte. En arrière-plan, on aperçoit le dolmen, dont l'axe fait un angle de 21° avec celui de l'allée couverte.

Les dolmens du Ve millénaire et les objets qu'ils recèlent sont des signes de richesse et de prestige qui témoignent de fortes inégalités sociales. Les différences sont moins marquées à la fin du IVe et au début du IIIe millénaire av. J.-C., où les allées couvertes par exemple, « monuments funéraires plus modestes », contiennent « un très grand nombre de corps, mais très peu d'objets d'accompagnement ». 
Au Néolithique final, le couloir du dolmen de Beg an Dorchenn est prolongé d'un nouveau monument, « une sorte de couloir-allée couverte ». C'est une allée droite, « de type normal dans les régions septentrionales ». Ce deuxième monument a une longueur d'environ huit mètres. Il n'est pas dans le même axe que le premier : il est orienté non plus à 81, mais à 102°. Et les dalles de support reposent, étagées, sur le versant oriental du cairn inférieur : leurs sommets ne définissent pas un plan horizontal, mais incliné. Lors des fouilles de 1946, il reste 12 supports, dont deux affaissés ; une seule table est en place sur l'allée couverte.
Pour Jean L'Helgouach, « le véritable problème posé par ce monument » bâti sur une pente est de savoir s'il y a eu, au moment de sa construction, une dégradation du cairn primaire sur lequel il repose.

## Garniture
Les deux monuments mégalithiques sont garnis de façons très différentes.
- Le dolmen est rempli de sable terreux et de blocs de pierre. En dessous, il est garni principalement de gravillon, intercalé de masses d'argile crue noire et d'amas de cendres. Tout en dessous, mais seulement dans le couloir et la chambre centrale, un dallage incomplet de petites pierres plates repose sur le cairn inférieur[12].
- L'allée couverte est entièrement garnie de sable et de blocs de pierre[13].

### Mobilier
- Le cairn inférieur contient de nombreux éclats de silex, quelques percuteurs bipolaires, quelques rares tessons de poterie grossière[4].
- Le cairn supérieur contient des éclats de silex, de nombreux tessons de poterie variée[12].
- Dans le couloir et la chambre centrale du dolmen, on trouve de nombreux éclats de silex, du fil d'or et des poteries.
- Dans la chambre nord, on ne trouve pas de poteries, mais de très nombreux éclats de silex, un beau couteau, un frontal.
- L'allée couverte ne contient pas de mobilier véritable, seulement quelques débris de « poterie épaisse et grossière[13] ».

### Ossements, datations

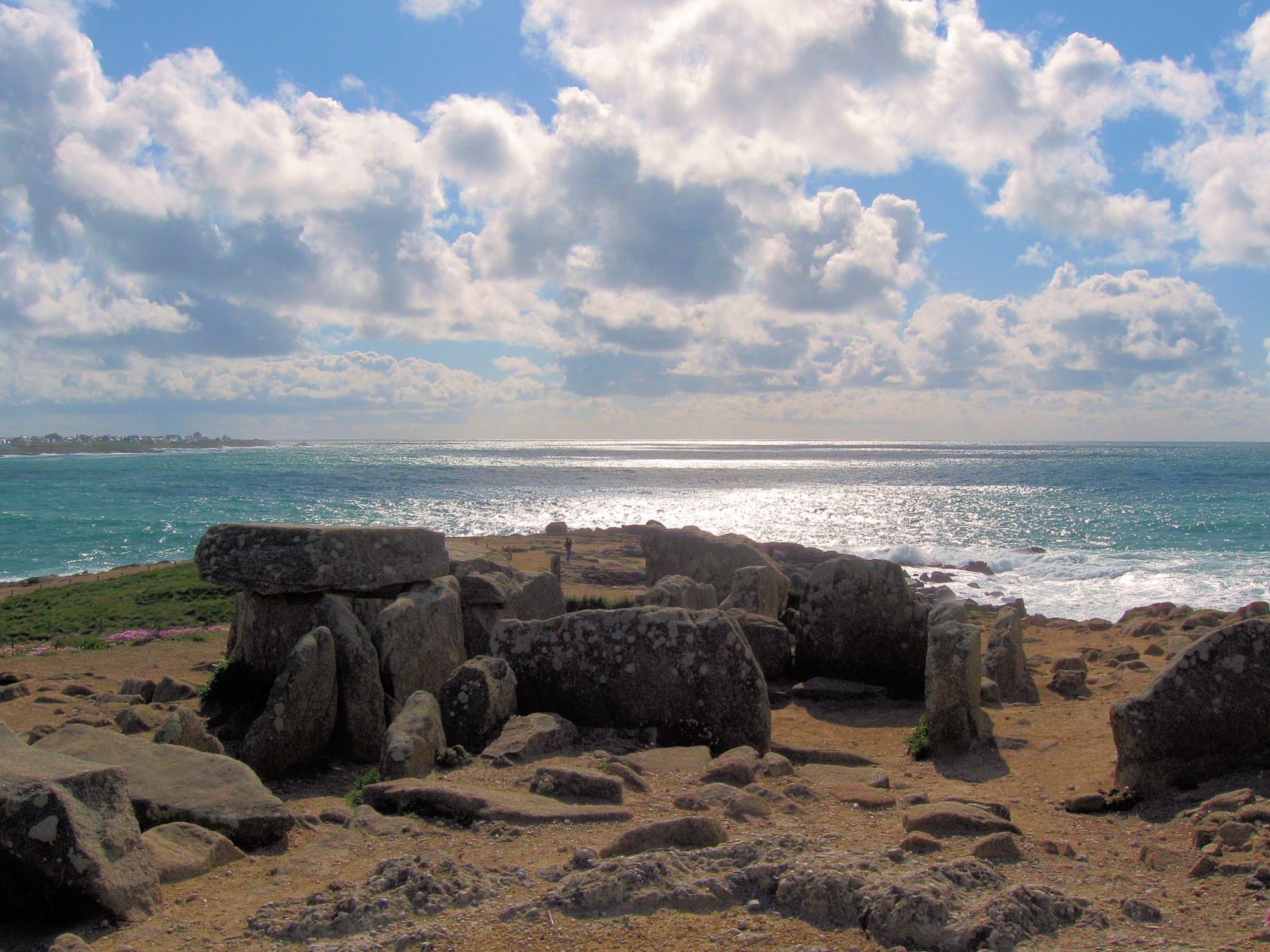
Le dolmen, vu du nord-est.

Lorsqu'il mène ses fouilles en 1946, Pierre-Roland Giot est loin de soupçonner l'antiquité du dolmen. Les archéologues d'alors imaginent bien plus récentes les constructions mégalithiques. En 1959, ils sont stupéfaits de découvrir la datation (environ 4200 avant notre ère) du dolmen central du cairn de l'île Carn, fouillé par Giot, et premier dolmen à couloir d'Europe daté par le carbone 14. D'autres monuments vont se révéler plus anciens encore, et notamment le dolmen de Beg an Dorchenn, grâce aux ossements trouvés à l'intérieur…
- À l'écart du tumulus proprement dit, dans la partie orientale du cairn inférieur, sont inhumés deux squelettes, « sans tombe ni mobilier à part quelques tessons[12]> ».
- Dans le dolmen, sont dispersés, mélangés, de nombreux fragments d'ossements humains appartenant à divers individus, des adultes en général[13]. Certains sont datés « sans discussion possible[1] » de 4500 à 4090 avant notre ère[21].
- Dans l'allée couverte, les ossements ne sont pas dissociés, et les individus (adultes et masculins) sont à peu près complets. Certains ossements sont datés entre 2884 et 2500 avant notre ère[22].

Les deux squelettes inhumés sans mobilier à l'est du cairn inférieur et les ossements trouvés dans l'allée couverte ont une identité anthropologique. Pierre-Roland Giot pense que la partie orientale du cairn inférieur servait de « cimetière de premier degré ». Les corps, une fois décharnés, mais ayant conservé leurs ligaments, étaient exhumés, puis transportés dans l'ossuaire que constituait l'allée couverte. On observe non loin de là, sur le plateau du Rosmeur, en Penmarc'h, la même association de cimetière sans mobilier et de tumulus.
Concernant la différence entre dispersion des ossements dans le dolmen et maintien des individualités dans l'allée couverte, Pierre-Roland Giot propose deux explications :
- les constructeurs de l'allée couverte auraient pillé le dolmen sans le réutiliser ;
- ou bien leurs croyances religieuses et leurs rites funéraires auraient été différents de ceux des constructeurs du dolmen ; respectant l'identité de chaque mort, ils n'auraient pas attendu la décomposition des ligaments pour assurer le transport des ossements[13].

## Intérêt du tumulus
Pierre-Roland Giot trouve ce tumulus d'un intérêt « tout à fait exceptionnel […] tant par l'architecture, les rites funéraires, que par l'anthropologie ». Il souligne aussi son importance « pour la chronologie et la délimitation des zones d'influence des différents faciès de civilisation en Bretagne ».

## Classement
La presqu'île est classée monument historique par arrêté du 13 juin 1960. Elle fait partie, depuis le décret du 12 avril 1989, du site naturel classé que constitue la baie d'Audierne, de Plovan à Saint-Guénolé.